# RAM 03

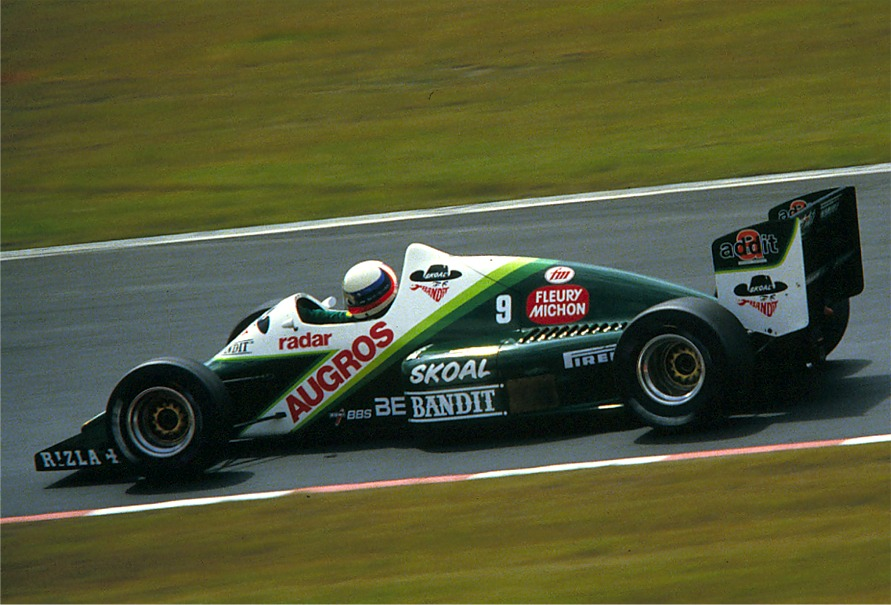
Manfred Winkelhock im RAM 03 bei seinem vorletzten Formel-1-Rennen

Der RAM 03 war ein Formel-1-Rennwagen des britischen Motorsportteams RAM Racing, der in der Saison 1985 eingesetzt wurde. Der Wagen erlangte in Deutschland einige Bekanntheit durch den Umstand, dass Manfred Winkelhock in ihm seine letzten Formel-1-Rennen bestritt. 1986 erschien das Auto in der Formel 3000. In keiner Rennserie erzielte der RAM 03 Meisterschaftspunkte.

## Hintergrund
Der in den späten 1960er-Jahren von Mike Ralph und John Macdonald gegründete Rennstall RAM Racing trat von 1976 bis 1980 unregelmäßig als Kundenteam in der Formel 1 an. 1981 wurde RAM zum eigenständigen Konstrukteur. In den ersten zwei Jahren ließ RAM seine Autos bei March Grand Prix aufbauen, einem von Robin Herd gegründeten Unternehmen, das ungeachtet der Namensähnlichkeit keinen Bezug zu dem traditionsreichen Rennwagenhersteller March Engineering hatte. Ab 1983 verfügte RAM über eine eigene Konstruktionsabteilung, die im ersten Jahr den erfolglosen, mit einem Cosworth-Saugmotor ausgerüsteten RAM 01 entwickelte. Für die Saison 1984 ging RAM eine Verbindung mit dem britischen Motorenhersteller Hart Racing Engines ein, wodurch das Team erstmals Turbomotoren erhielt. Im ersten Turbojahr erreichte RAM keine Weltmeisterschaftspunkte.
Für die Saison 1985 erhielt das Team größere finanzielle Unterstützung durch den Tabakkonzern U.S. Tobacco, der mit der Kautabakmarke Skoal Bandit auf den Wagen warb. Die Sponsorengelder ermöglichten es dem Team, von einem „vorzüglichen Konstrukteur“ ein vollständig neues Auto entwickeln zu lassen, der die Defizite früherer Modelle ablegen sollte. Als verantwortlicher Konstrukteur wurde der Grazer Ingenieur Gustav Brunner verpflichtet.  Brunners 03 erfüllte die in ihn gesetzten Hoffnungen indes nicht. Problematische Turbomotoren und ein Budget, das bereits zur Saisonmitte weitgehend ausgereizt war, standen größeren Erfolgen entgegen.

## Technik
Außer Brunner waren der Argentinier Sergio Rinland und der Brite Tim Feast an der Entwicklung des RAM 03 beteiligt. Der 03 hatte keine Ähnlichkeit mit den früheren RAM-Modellen. Konzeptionell stellte er eine Weiterentwicklung des ATS D6 dar, den Brunner 1983 für das deutsche Team ATS konstruiert hatte.

### Chassis
Wie schon der ATS D6, hatte der ein Monocoque aus kohlenstofffaserverstärktem Kunststoff, das gleichzeitig als Karosserie diente. Das Monocoque wurde bei Ralston Auto Tech in Großbritannien hergestellt.
Für die Gestaltung der Aerodynamik konnte Brunner aus finanziellen Gründen keine Windkanaltests durchführen. Er griff auf die Erfahrungen zurück, die er im vergangenen Jahr bei Alfa Romeo bzw. Euroracing gewonnen hatte. Brunner erklärte hierzu 1985: „Bei Alfa Romeo hatte ich die Möglichkeit, im Windkanal zu spielen. Aber die wollten während der Saison nicht viel ändern, weil ja alles einen Haufen Geld kostet“. Er konzipierte ein schlankes Monocoque, das nicht breiter war als der Motorblock. Der Heckabschluss folgte dem sogenannten Bottleneck-Design, das McLaren 1983 erstmals am MP4/1E verwirklicht hatte und zu einer verbesserten Anströmung des Heckflügels führte.
Die Radaufhängung bestand vorn und hinten aus doppelten Zugstreben und Querlenkern. Der hintere Querlenker wurde durch den Öltank geführt.

### Motor
Der RAM 03 wurde, wie schon das Vorgängermodell, von einem Hart 415T-Motor angetrieben. Hart Racing Engines hatte den Vierzylinder-Turbomotor Ende 1980 aus einem 2,0 Liter großen Saugmotor entwickelt, der auf eine Cosworth-Konstruktion aus den 1960er-Jahren zurückging. Die Entwicklung des Motors war weitgehend vom Toleman-Team finanziert worden, das bis 1983 exklusiven Zugriff auf den Vierzylinder hatte. Ab 1984 belieferte Hart auch andere Teams wie RAM und Spirit Racing. RAM hatte in der Saison 1985 insgesamt 12 Hart-Motoren zur Verfügung.

### Probleme des RAM 03
Der RAM 03 erfüllte die Erwartungen der Teamleitung und des Konstrukteurs nicht. Sowohl das Chassis als auch der Motor standen im Laufe der Saison in der Kritik.
Brunners Augenmerk lag in erster Linie auf einer sauberen Anströmung des Heckflügels, um den Abtrieb zu optimieren. Diesem Ziel ordnete er die Gestaltung des Chassis und die Anordnung der technischen Komponenten unter. Ein Problem, das aus diesem Ansatz folgte, war die unzureichende Kühlung. In ihrer ursprünglichen Version waren Kühler und Entlüftungsöffnungen zu klein dimensioniert. Die Seitenkästen waren weitgehend abgekapselt und hatten nur eine kleine Öffnung über dem Getriebe. Brunner erwartete, dass der Luftstrom am Wagenheck stark genug sein würde, um die Kühlerabluft aus dieser Öffnung herauszuziehen. Bereits bei der ersten Testfahrt im Februar 1985 zeigte sich die Untauglichkeit dieser Konzeption: Der Motor des RAM 03 überhitzte trotz Außentemperaturen, die im Bereich des Gefrierpunkts lagen. RAM begegnete diesen Problemen mit zusätzlichen Abluftöffnungen in den Seitenkästen, die je nach Rennstrecke und Temperaturverhältnissen unterschiedlich groß ausfielen. Die Konzeption konnte indes nicht grundlegend geändert werden, da das Team im Laufe der Saison zunehmend in finanzielle Schwierigkeiten geriet und keine Möglichkeiten der Weiterentwicklung mehr hatte. Die Kühlungsprobleme dauerten in der gesamten Saison 1985 an. Der Motorkonstrukteur Brian Hart war mit der Motorinstallation durch Brunner nicht zufrieden und äußerte die Ansicht, dass die hohe Zahl der Motordefekte, unter denen das Team im Laufe der gesamten Saison litt, auf den fehlerhaften Einbau des Motors zurückzuführen war.
Problematisch waren auch die Leistung des Hart-Motors sowie seine Zuverlässigkeit. Über die Spezifikation des Motors gibt es unterschiedliche Angaben. Brian Hart behauptete im Sommer, die Motoren für RAM befänden sich auf dem gleichen Entwicklungsniveau wie die für Toleman. Gustav Brunner und John Macdonald traten dem indes mehrfach entgegen. Sie waren der Ansicht, die RAM-Triebwerke befänden sich auf dem Entwicklungsstand von 1984 und hätten gegenüber den Toleman-Versionen ein Leistungsdefizit von etwa 120 PS. Diese Darstellung findet sich auch wiederholt in der Fachliteratur.
RAMs Pilot Manfred Winkelhock gab in einem seiner letzten Interviews dem Motor die Schuld an der Ausfallserie: „Das Handling der Autos ist wirklich gut, Chassis und Reifen sind hervorragend. Der Motor ist ein Problem: Aussetzer, Turboschäden und keine Leistung“. John Macdonald erklärte rückblickend, das Team habe 1985 sein Potential nie zeigen können: „Wir waren ständig damit beschäftigt, Motoren zu wechseln“.

## Renneinsätze

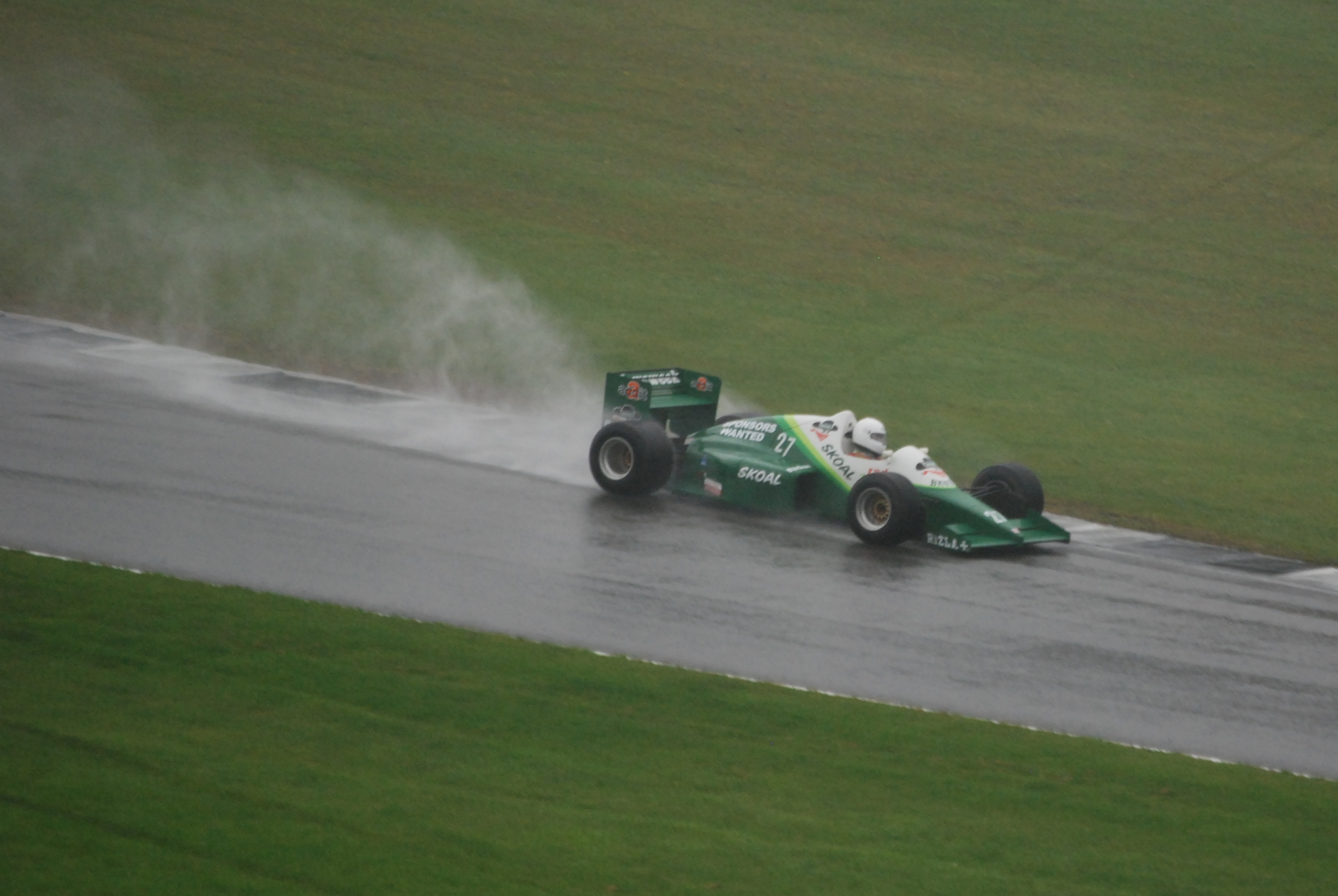
RAM03

RAM meldete 1985 zwei Autos zur Formel-1-Weltmeisterschaft. Fahrer waren Manfred Winkelhock und Philippe Alliot. Obwohl Alliot bereits im Jahr zuvor bei RAM eine komplette Saison bestritten hatte, erhielt Winkelhock die Rolle des Nr.1-Fahrers.
Der RAM 03 kam 1985 nur dreimal ins Ziel. Beim Auftaktrennen in Brasilien wurde Winkelhock Dreizehnter und Alliot Neunter. Danach folgten fünf (Winkelhock) bzw. 12 (Alliot) Ausfälle, die jeweils technisch bedingt waren.
Nachdem Winkelhock im August 1985 bei einem Sportwagenrennen in Mosport tödlich verunglückt war, übernahm der Brite Kenny Acheson sein RAM-Cockpit. Er wurde dreimal gemeldet. Zweimal konnte er sich qualifizieren, kam aber nicht ins Ziel.
Für den Großen Preis von Belgien und das letzte Europäische Rennen des Jahres, den Großen Preis von Europa, meldete RAM aus finanziellen Gründen nur noch ein Auto. Alliot qualifizierte sich bei beiden Rennen, schied aber auch hier infolge von Motorschäden aus. Die letzten beiden Rennen des Jahres, die in Übersee stattfanden, ließ das Team gänzlich aus.
Das Team stand seit Sommer 1985 mehrfach vor der Insolvenz. Das Jahresbudget wurde zu großen Teilen für die Reparatur der Motoren aufgewendet.

## 1986: RAM 04
Für die Saison 1986 versuchte John Macdonald, sein Team mit der Hilfe australischer Geldgeber erneut in der Formel 1 an den Start zu bringen. RAM nahm mit dem nur geringfügig überarbeiteten 03 an den FISA-Testfahrten teil, die im Februar 1986 in Rio de Janeiro abgehalten wurden. Fahrer war Mike Thackwell. Das Team verwendete erneut Motoren von Hart und war damit neben dem Team Haas, das noch auf die Fertigstellung des neuen Aggregats Cosworth GBA wartete, der letzte Rennstall, der auf diese Motoren zurückgriff. Thackwell erreichte nur langsame Rundenzeiten; die australischen Sponsoren waren nicht bereit, dem Team die Mittel für eine neue Formel-1-Saison bereitzustellen.
Nachdem das Formel-1-Comeback gescheitert war, engagierte sich RAM 1986 in der Formel 3000. Hier meldete es den RAM 04, bei dem es sich um eines der 1985 fertiggestellten 03-Modelle handelte, das für den Betrieb mit einem Cosworth-DFV-Saugmotor umgerüstet war. Fahrer war hier für die ersten beiden Saisonrennen James Weaver; danach übernahm Eliseo Salazar das Auto. Beide Fahrer erreichten keine Meisterschaftspunkte. Bestes Ergebnis war der 11. Platz von Salazar beim zweiten Saisonrennen in Vallelunga. Nach dem siebten Saisonrennen in Pergusa stellte RAM den Rennbetrieb ein. Salazar wechselte später in der Saison zum Lola-Werksteam und konnte mit dem dort eingesetzten Lola T86/50 wesentlich bessere Ergebnisse erzielen als zuvor bei RAM.

## Rennergebnisse
| Saison                          | Nr.                             | 1  | 2   | 3   | 4   | 5   | 6   | 7   | 8   | 9   | 10  | 11  | 12  | 13  | 14  | 15 | 16 | Punkte | Rang |
| ------------------------------- | ------------------------------- | -- | --- | --- | --- | --- | --- | --- | --- | --- | --- | --- | --- | --- | --- | -- | -- | ------ | ---- |
| Formel-1-Weltmeisterschaft 1985 | Formel-1-Weltmeisterschaft 1985 |    |     |     |     |     |     |     |     |     |     |     |     |     |     |    |    | 0      | –    |
| M. Winkelhock                   | 9                               | 13 | NC  | DNF | DNQ | DNF | DNF | 12  | DNF | DNF |     |     |     |     |     |    |    | 0      | –    |
| P. Alliot                       | 9                               |    |     |     |     |     |     |     |     |     | DNF | DNF | DNF | DNF | DNF |    |    | 0      | –    |
| P. Alliot                       | 10                              | 9  | DNF | DNF | DNQ | DNF | DNF | DNF | DNF | DNF |     |     |     |     |     |    |    | 0      | –    |
| K. Acheson                      | 10                              |    |     |     |     |     |     |     |     |     | DNF | DNQ | DNF |     |     |    |    | 0      | –    |

| Legende  | Legende            | Legende                                                          |
| Farbe    | Abkürzung          | Bedeutung                                                        |
| -------- | ------------------ | ---------------------------------------------------------------- |
| Gold     | –                  | Sieg                                                             |
| Silber   | –                  | 2. Platz                                                         |
| Bronze   | –                  | 3. Platz                                                         |
| Grün     | –                  | Platzierung in den Punkten                                       |
| Blau     | –                  | Klassifiziert außerhalb der Punkteränge                          |
| Violett  | DNF                | Rennen nicht beendet (did not finish)                            |
| Violett  | NC                 | nicht klassifiziert (not classified)                             |
| Rot      | DNQ                | nicht qualifiziert (did not qualify)                             |
| Rot      | DNPQ               | in Vorqualifikation gescheitert (did not pre-qualify)            |
| Schwarz  | DSQ                | disqualifiziert (disqualified)                                   |
| Weiß     | DNS                | nicht am Start (did not start)                                   |
| Weiß     | WD                 | zurückgezogen (withdrawn)                                        |
| Hellblau | PO                 | nur am Training teilgenommen (practiced only)                    |
| Hellblau | TD                 | Freitags-Testfahrer (test driver)                                |
| ohne     | DNP                | nicht am Training teilgenommen (did not practice)                |
| ohne     | INJ                | verletzt oder krank (injured)                                    |
| ohne     | EX                 | ausgeschlossen (excluded)                                        |
| ohne     | DNA                | nicht erschienen (did not arrive)                                |
| ohne     | C                  | Rennen abgesagt (cancelled)                                      |
| ohne     | keine WM-Teilnahme |                                                                  |
| sonstige | P/fett             | Pole-Position                                                    |
| sonstige | 1/2/3/4/5/6/7/8    | Punktplatzierung im Sprint-/Qualifikationsrennen                 |
| sonstige | SR/kursiv          | Schnellste Rennrunde                                             |
| sonstige | *                  | nicht im Ziel, aufgrund der zurückgelegten Distanz aber gewertet |
| sonstige | ()                 | Streichresultate                                                 |
| sonstige | unterstrichen      | Führender in der Gesamtwertung                                   |